# Beta
Beta (Aussprache ['beːta], rekonstruierte altgriechische Aussprache [bɛːta], neugriechische Aussprache ['vita], griechisches Neutrum βῆτα, neugriechisch Βήτα Víta; Majuskel Β, Minuskel β, in der Wortmitte auch ϐ) ist der zweite Buchstabe des griechischen Alphabets und hat nach dem milesischen System den Zahlwert 2. Im Altgriechischen hatte er den Lautwert [⁠b⁠] und im Neugriechischen wird der Buchstabe [⁠v⁠] ausgesprochen. Im kyrillischen Alphabet entwickelten sich deshalb aus dem Beta sowohl der Buchstabe Бб für den Laut [⁠b⁠] als auch der Buchstabe Вв für den Laut [⁠v⁠]. Seine lateinische Entsprechung ist das B.

## Verwendung
- Im Internationalen Phonetischen Alphabet bezeichnet das kleine Beta [⁠β⁠] den stimmhaften bilabialen Frikativ.
- Als Betastrahlung wird in der Physik eine Form ionisierender Strahlung (vergl. Radioaktivität) bezeichnet.
- In der Relativitätstheorie ist β die Geschwindigkeit in Bruchteilen der Lichtgeschwindigkeit (β=v/c).
- In der Software-Entwicklung ist die Beta-Version eine vorläufige Version, an der Tests (auch Betatest genannt) vorgenommen werden können, bevor sie in den Handel kommt.
- Der Betafaktor bezeichnet in der Finanzwirtschaft das systematische Risiko eines Wertpapiers oder Portfolios.
- Als Betaverteilung wird in der Stochastik eine kontinuierliche Wahrscheinlichkeitsverteilung bezeichnet.
- In regressionsanalytischen Verfahren bezeichnen die Betas die standardisierten b-Gewichte.
- Der Beta Angle wird in der Raumfahrt verwendet.
- In der Chemie ist β das Formelzeichen für die Massenkonzentration.
- Beta ist eine rein objektorientierte Programmiersprache aus Skandinavien.